# Fulko I d’Este
Fulko I d’Este (zm. 15 grudnia 1128) – markiz Este.
Fulko I był najmłodszym synem Alberta Azza II, księcia Luni (Liguria) i Este i jego drugiej żony Gersendy księżnej Maine. Najstarszy z braci Welf [IV] syn pierwszej żony Alberta Azza II, Kunegundy von Altdorf, po śmierci wuja w 1055 roku odziedziczył posiadłości w Karyntii, a w 1070 roku został księciem Bawarii. Dokument znajdujący się w zbiorze z 1077 roku potwierdza prawa Fulka i jego starszego brata Hugona do ziem w północnych Włoszech in comitatu Gauolli, Rodigum, Cederniano, Sarzano, Maretiniago ... in comitatu [Pata]uiensi Este. Fulko i Hugo, synowie Gersendy, po śmierci swego wuja Hugona [IV] hrabiego Maine (1051), a następnie bezpotomnej śmierci jego syna Herberta [II] w 1062 roku odziedziczyli prawo do Maine. Ostatecznie dopiero w 1090 roku, kiedy do Włoch przybyli ludzie z Maine, którzy zbuntowali się przeciw władzy Normanów i wezwali synów Alberta Azza II, zdecydowali się na podjęcie akcji zbrojnej we Francji. W 1090 roku przy pomocy Godfryda de Mayenne Hugo odzyskał dziedzictwo po matce. Z uwagi jednak na słabość swojej pozycji w 1093 roku sprzedał Maine swemu kuzynowi Hélie de la Flèche za 10 tysięcy szylingów i powrócił do Włoch. W 1095 roku Fulko I złożył Hugonowi przysięgę wierności. W 1097 roku po śmierci ojca, prawa młodszych braci do spadku zakwestionował Welf, który podjął nawet zbrojną wyprawę do Włoch. W 1100 roku Fulko przekazał ziemie klasztorowi S. Salvatore koło Maraticy, a w 1115 klasztorowi św. Benedykta di Polirone w intencji spokoju duszy swego ojca. Fulko I zmarł 15 grudnia 1128 roku.
Fulko II miał sześcioro dzieci:
- Azza IV
- Bonifacego I (zm. przed 27 września 1163)
- Fulka II (zm. przed 1172) - markiza Este
- Alberta (zm. po 10 kwietnia 1184)  - markiza Este
- Obizza I (zm. ok. 25 grudnia 1193) - markiza Este
- i Beatrycze[1].